# Ardatovsky (huyện của Mordovia)
Huyện Ardatovsky (tiếng Nga: ? райо́н) là một huyện hành chính tự quản (raion), của Mordovia, Nga. Huyện có diện tích 1166 km². Trung tâm của huyện đóng ở Ardatov.